# Diócesis de Bania Luka
La diócesis de Bania Luka (en latín: Dioecesis Bania Lucen(sis) y en croata: Banjolučka biskupija) es una circunscripción eclesiástica latina de la Iglesia católica en Bosnia y Herzegovina, sufragánea de la arquidiócesis de Sarajevo. La diócesis tiene al obispo Franjo Komarica como su ordinario desde el 15 de mayo de 1889.

## Territorio y organización

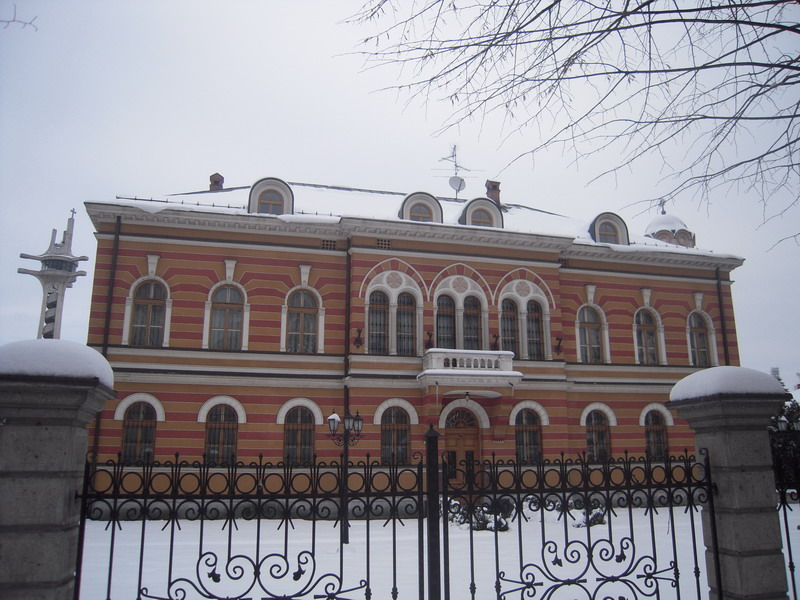
Edificio perteneciente a la diócesis.

La diócesis extiende su jurisdicción sobre los fieles católicos de rito latino residentes en. 1) En República Srpska la región de Prijedor, la casi totalidad de la región de Bania Luka y una pequeña porción de la región de Doboj; 2) en la Federación de Bosnia y Herzegovina el cantón de Una-Sana, dos tercios del cantón 10 y una pequeña porción del cantón de Bosnia Central.
La sede de la diócesis se encuentra en la ciudad de Bania Luka, en donde se halla la Catedral de San Buenaventura. 
En 2018 la diócesis estaba dividida en 48 parroquias. 

## Historia
La diócesis de Bania Luka fue erigida el 5 de julio de 1881 con la bula Ex hac augusta del papa León XIII separando territorio de la arquidiócesis de Sarajevo y convirtiéndose en su sufragánea.
El 31 de diciembre de 1985 adoptó el nombre actual con palabras separadas.
Tras las guerras de los años noventa, la diócesis perdió más de la mitad de sus habitantes y casi una parte de los católicos bautizados.

## Episcopologio
- Marijan Marković, O.F.M. † (27 de marzo de 1884-20 de junio de 1912 falleció)
- Josip Stjepan Garić, O.F.M. † (14 de diciembre de 1912-30 de junio de 1946 falleció)
  - Sede vacante (1946-1951)
- Dragutin Čelik † (15 de diciembre de 1951-11 de agosto de 1958 falleció)
- Alfred Pichler † (22 de julio de 1959-15 de mayo de 1989 retirado)
- Franjo Komarica, desde el 15 de mayo de 1989

## Estadísticas
De acuerdo al Anuario Pontificio 2019 la diócesis tenía a fines de 2018 un total de 30 151 fieles bautizados.
| Año                                                                             | Población            | Población | Población      | Sacerdotes | Sacerdotes    | Sacerdotes    | Bautizados por sacerdote | Diáconos permanentes | Religiosos | Religiosos | Parroquias |
| Año                                                                             | Bautizados católicos | Total     | % de católicos | Total      | Clero secular | Clero regular | Bautizados por sacerdote | Diáconos permanentes | Varones    | Mujeres    | Parroquias |
| ------------------------------------------------------------------------------- | -------------------- | --------- | -------------- | ---------- | ------------- | ------------- | ------------------------ | -------------------- | ---------- | ---------- | ---------- |
| 1950                                                                            | 180 000              | 620 000   | 29.0           | 101        | 30            | 71            | 1782                     |                      | 4          | 310        | 50         |
| 1959                                                                            | 120 000              | 650 000   | 18.5           | 63         | 18            | 45            | 1904                     |                      | 22         | 108        | 37         |
| 1969                                                                            | 104 448              | 382 859   | 27.3           | 51         | 27            | 24            | 2048                     |                      | 29         | 133        | 36         |
| 1980                                                                            | 128 832              | 1 274 600 | 10.1           | 82         | 28            | 54            | 1571                     |                      | 56         | 154        | 44         |
| 1990                                                                            | 91 664               | 1 143 000 | 8.0            | 87         | 28            | 59            | 1053                     |                      | 62         | 147        | 50         |
| 1999                                                                            | 49 800               | 550 000   | 9.1            | 60         | 15            | 45            | 830                      |                      | 46         | 56         | 47         |
| 2000                                                                            | 55 400               | 550 000   | 10.1           | 66         | 21            | 45            | 839                      |                      | 46         | 53         | 47         |
| 2001                                                                            | 51 700               | 550 000   | 9.4            | 69         | 21            | 48            | 749                      |                      | 49         | 62         | 47         |
| 2002                                                                            | 45 213               | 560 000   | 8.1            | 73         | 22            | 51            | 619                      |                      | 52         | 76         | 47         |
| 2003                                                                            | 41 961               | 560 000   | 7.5            | 78         | 23            | 55            | 537                      |                      | 56         | 79         | 47         |
| 2004                                                                            | 41 113               | 550 000   | 7.5            | 74         | 23            | 51            | 555                      |                      | 51         | 79         | 47         |
| 2006                                                                            | 39 792               | 550 000   | 7.2            | 68         | 20            | 48            | 585                      |                      | 48         | 93         | 48         |
| 2012                                                                            | 36 520               | 550 350   | 6.6            | 63         | 21            | 42            | 579                      |                      | 49         | 91         | 48         |
| 2015                                                                            | 34 361               | 540 000   | 6.4            | 67         | 26            | 41            | 512                      |                      | 42         | 97         | 48         |
| 2018                                                                            | 30 151               | 836 000   | 3.6            | 69         | 23            | 46            | 436                      |                      | 47         | 88         | 48         |
| Fuente: Catholic-Hierarchy, que a su vez toma los datos del Anuario Pontificio. |                      |           |                |            |               |               |                          |                      |            |            |            |